# Кзыл-Тюбяк
Кзыл-Тюбяк (тат. Кызыл-Түбәк) — деревня в Мензелинском районе Республики Татарстан. Входит в состав Иркеняшского сельского поселения.

## География
Деревня расположена по берегам небольшой речки Чуплек — левого притока реки Мушуга, в 3 км от центра поселения — села Старый Иркеняш и в 31 км на юго-восток от центра района — города Мензелинска.

## История
Основана в XVIII веке. Первоначально имела название Чуплек (Чуплюк, Чублюк).
В XVIII–XIX веках жители учитывались как башкиры-вотчинники и тептяри. Традиционные занятия жителей – земледелие и скотоводство, также было занимались пчеловодством.
Являлось поселением башкир Мушугинской тюбы Булярской волости. 
В Крестьянской войне 1773—1775 годов жители села примкнули к войску Е. И. Пугачёва.
По сведениям переписи 1897 года, в деревне Чуплюк Мензелинского уезда Уфимской губернии жили 688 человек (336 мужчин и 352 женщины), все мусульмане.
В начале XX века в деревне действовала мечеть (известна с 1828 г.). Среди хозяйственных построек: водяная мельница, кузница, хлебозапасный магазин, 2 бакалейные лавки; земельный надел сельской общины насчитывал 1588 десятин.
Согласно подворной переписи 1912–1913 годов, в селе проживали 524 башкира-вотчинника и 411 башкир-припущенников. 
До 1920 года деревня входила в Поисевскую волость Мензелинского уезда Уфимской губернии. С 1920 года вошла в состав вновь образованного Мензелинского кантона ТАССР. С 10 августа 1930 года в Муслюмовском, с 10 февраля 1935 года в Калининском, с 19 февраля 1944 года в Матвеевском, с 19 ноября 1954 года в Калининском, с 12 октября 1959 года в Муслюмовском, с 1 февраля 1963 года в Мензелинском районах.
В 1939 году деревня была переименована в Кзыл-Тюбяк.
В 1929 году в деревне был организован первый колхоз. С 2000 года деревня входила в состав обществ с ограниченной ответственностью.

## Население
| 1795 | 1859 | 1870 | 1884 | 1897 | 1906 | 1913 | 1920 | 1926 | 1949 | 1958 | 1970 | 1979 | 1989 | 2002 | 2010 | 2017 |
| ---- | ---- | ---- | ---- | ---- | ---- | ---- | ---- | ---- | ---- | ---- | ---- | ---- | ---- | ---- | ---- | ---- |
| 97   | 408  | 453  | 402  | 688  | 799  | 822  | 851  | 797  | 507  | 355  | 365  | 287  | 168  | 173  | 126  | 127  |

Национальный состав
Согласно результатам переписи 2002 года, в национальной структуре населения села татары составляли 99% из 173 человек.

## Экономика
Сельское хозяйство со специализацией на полеводстве, мясо-молочном скотоводстве. С 2017 года здесь действует агрофирма «Аняк» (Актанышский район).

## Инфраструктура
В деревне действуют:
- начальная школа
- клуб
- фельдшерско-акушерский пункт
- детский сад[3].

## Религия
В 1996 году в деревне была построена мечеть «Мулла-Ахмэт» — одноэтажная однозальная с минаретом на крыше.

## Известные люди
- Ф. М. Ахметов (р. 1952) – Заслуженный строитель Российской Федерации, Заслуженный строитель РТ, Заслуженный тренер РТ, мастер спорта СССР по вольной борьбе, чемпион РСФСР, Заслуженный мастер спорта РТ.